# Radio Digital (Argentina)
Radio Digital es una radio argentina que emite desde internet. La radio comenzó el 13 de noviembre de 2006, produciendo programas, en vivo y en directo, reproducidos por emisoras de toda la Argentina, y luego también de Chile; así comenzó a conformarse la Cadena Digital de Radios. Ya durante el 2007 se subdividió la señal en dos: Radio Digital 1, que emite éxitos internacionales, y Radio Digital 2, que emite clásicos en español. La emisora se especializó como una señal de música internacional y noticias, las 24 h del día conducida por locutores profesionales. 